# Anatolij Moskvin
Anatolij Jur'evič Moskvin (in russo Анато́лий Ю́рьевич Москви́н?; Gor'kij, 1º settembre 1966) è un criminale, filologo, linguista e storico russo.
È divenuto noto alla fine del 2011 quando venne arrestato dopo che nel suo appartamento furono ritrovati i corpi mummificati di 26 donne e bambine di età compresa tra i 3 e i 29 anni, che egli stesso aveva riesumato dalle tombe dei cimiteri locali per mummificarle e vestirle trasformandole in bambole da mettere in giro nella propria abitazione.
Una valutazione psichiatrica stabilì che Moskvin soffriva di schizofrenia paranoide. Nel maggio 2012 fu dichiarato inadatto a sostenere il processo per la condanna per infermità mentale e venne rinchiuso in un ospedale psichiatrico.

## Biografia
Nato a Gor'kij (oggi Nižnij Novgorod), Moskvin iniziò a vagare per i cimiteri con i suoi amici quando era ancora bambino. In un articolo scritto poco prima del suo arresto, Moskvin ha attribuito il suo interesse per i morti ad un "incidente" avvenuto quando era ancora ragazzo mentre stava partecipando al funerale di una bambina di 11 anni. Secondo la sua testimonianza, Moskvin sarebbe stato costretto dagli altri partecipanti a baciare il viso della ragazza morta, scrivendo che un adulto spinse la sua testa verso il basso sulla fronte cerosa della ragazza con un berretto ricamato, e non c'era altro da fare che baciarla come ordinato.
Si laureò in filologia presso l'Università statale di Mosca e le sue principali aree di interesse accademico erano la storia e il folklore celtici, nonché le lingue e la linguistica. Nutrì un profondo interesse per i cimiteri, i rituali di sepoltura, la morte e l'occulto. Anni più tardi iniziò a gestire una biblioteca, oltre che a procurarsi un'infinita collezione di bambole. Una volta adulto, Moskvin condusse una vita solitaria. Non si è mai sposato e fino al giorno del suo arresto ha vissuto con i suoi genitori.

### Carriera accademica
Fu docente di studi celtici all'Università linguistica di Nižnij Novgorod e precedentemente lavorò presso l'Istituto di lingue straniere. Filologo, linguista e poliglotta, Moskvin parlava 13 lingue e scrisse anche diversi libri, documenti e traduzioni. Di tanto in tanto, Moskvin lavorò anche come giornalista e contribuiva regolarmente a giornali e pubblicazioni locali. Descrittosi come un "necropolista", Moskvin era considerato un esperto di cimiteri locali nella regione di Nižnij Novgorod. Nel 2005, Oleg Riabov, un collega accademico ed editore, commissionò a Moskvin di riassumere ed elencare i morti in più di 700 cimiteri in quaranta regioni dell'Oblast' di Nižnij Novgorod. Moskvin affermò che tra il 2005 e il 2007 era andato a piedi per ispezionare 752 cimiteri in tutta la regione, camminando fino a 30 km al giorno.
Tra il 2006 e il 2010, Moskvin ha lavorato come corrispondente indipendente per il quotidiano Nižnij Novgorod Worker, pubblicando articoli due volte al mese. Anche suo padre a volte scriveva per il giornale. Nel corso del 2008, Moskvin ha scritto una vasta serie di articoli sulla storia dei cimiteri di Nižnij Novgorod che sono apparsi sul giornale.

### L'arresto
Il 2 novembre 2011 venne arrestato dopo che la polizia stava indagando su una serie di profanazioni di tombe di giovani bambine nel cimitero della città e nei dintorni.  Gli investigatori, dopo aver ispezionato il suo appartamento, vi ritrovarono i corpi mummificati di 26 bambine di età compresa tra i 3 e i 15 anni, molte delle quali furono ritrovate poggiate su scaffali e divani in piccole stanze piene di libri, documenti e disordine generale, oltre ad aver rinvenuto anche diverse targhette memoriali staccate dalle lapidi. La polizia ha anche scoperto alcuni foglietti illustrativi su come realizzare le "bambole", le mappe dei cimiteri nella regione e una raccolta di fotografie e video che raffigurano tombe aperte e corpi disotterrati, sebbene nessuna di queste prove potesse essere definitivamente collegata a nessuno dei corpi trovati nell'appartamento. Secondo l'indagine, i corpi riesumati provenivano principalmente da cimiteri nella regione di Nižnij Novgorod, anche se alcuni potrebbero provenire anche dai alcuni cimiteri di Mosca. Moskvin collaborò attivamente con gli investigatori e ha affermato di aver realizzato le bambole nel corso di dieci anni. I suoi genitori, che erano via per gran parte dell'anno, non erano a conoscenza di questa sua attività.
Moskvin venne subito accusato ai sensi dell'articolo 244 del codice penale di profanazione di tombe e cadaveri, un'accusa che lo avrebbe portato fino a cinque anni di carcere. Tra le accuse iniziali ci fu anche la deturpazione delle tombe di cadaveri musulmani, considerato un crimine d'odio, ma fu successivamente abbandonata.
Dopo che una valutazione psichiatrica lo considerò affetto da schizofrenia paranoica, durante il processo del 25 maggio 2012, il tribunale del distretto Leninsky di Nižnij Novgorod ha ritenuto Moskvin inadatto al processo, liberandolo dalla responsabilità penale, fu invece condannato a "misure mediche coercitive". Fu trasferito in una clinica psichiatrica e il suo soggiorno fu rivisto regolarmente. Nel febbraio 2013, un altro processo ha approvato un'estensione del suo trattamento psichiatrico, nuovamente esteso nell'aprile 2014 e successivamente anche nel luglio 2015.
In un'intervista rilasciata subito dopo l'arresto, Moskvin dichiarò di provare profonda simpatia per i bambini morti e che sperava che la scienza scoprisse un modo per riportarle in vita, allo scopo di diventare un esperto di mummificazione. Ad oggi Moskvin si trova rinchiuso in un ospedale psichiatrico.